# 秀達服務團隊
秀達服務團隊，是香港民主派地區團隊，以服務觀塘秀茂坪及安達邨居民為主要工作。安達邨總幹事為黎汶洛。

## 議員

### 區議員
現時秀達服務團隊共有2個議席，議員包括：
| 區議會 | 選區號碼 | 選區     | 議員   | 任期        | 參考資料 |
| ------ | -------- | -------- | ------ | ----------- | -------- |
| 觀塘區 | J12      | 秀茂坪北 | 鄧威文 | 2020-2023年 |          |
| 觀塘區 | J16      | 寶達     | 馮家龍 | 2020-2023年 |          |

## 選舉

### 2019年香港區議會選舉
秀達服務團隊派出5名候選人參選2019年區議會選舉，選舉結果2席當選。

#### 參加區域
| 選區號碼 | 選區     | 候選人    | 政黨 | 政黨                               | 得票總數 （百分比）     | 有效票總數 （百分比） |
| -------- | -------- | --------- | ---- | ---------------------------------- | ----------------------- | --------------------- |
| J12      | 秀茂坪北 | 1.鄧威文  |      | （秀達服務團隊、民主派區選聯盟）   | 3993（當選） （52.84%） | 7,557 （68.41%）      |
| J12      | 秀茂坪北 | 2.黃春平* |      | （創建力量、前中聯辦宣教處副處長） | 3564（47.16%）          | 7,557 （68.41%）      |
| J13      | 秀茂坪中 | 1.蘇偉洋  |      | （秀達服務團隊、民主派區選聯盟）   | 3872（48.11%）          | 8,048 （70.41%）      |
| J13      | 秀茂坪中 | 2.張培剛* |      | 民主建港協進聯盟                   | 4176（當選） （51.89%） | 8,048 （70.41%）      |
| J14      | 安達     | 1.李承璋  |      |                                    | 38（0.64%）             | 5,973 （69.96%）      |
| J14      | 安達     | 2.劉伯遠  |      |                                    | 41（0.69%）             | 5,973 （69.96%）      |
| J14      | 安達     | 3.蕭浩然  |      | （秀達服務團隊、民主派區選聯盟）   | 2393（40.06%）          | 5,973 （69.96%）      |
| J14      | 安達     | 4.許有為  |      | 民主建港協進聯盟                   | 3499（當選） （58.58%） | 5,973 （69.96%）      |
| J15      | 秀茂坪南 | 1.李梓成  |      | （秀達服務團隊、民主派區選聯盟）   | 3711（48.27%）          | 7,688 （69.61%）      |
| J15      | 秀茂坪南 | 2.陳耀雄* |      | （創建力量）                       | 3977（當選） （51.73%） | 7,688 （69.61%）      |
| J16      | 寶達     | 1.馮家龍  |      | （秀達服務團隊、民主派區選聯盟）   | 4311（當選） （52.21%） | 8,257 （72.24%）      |
| J16      | 寶達     | 2.洪錦鉉* |      | 民主建港協進聯盟                   | 3946（47.79%）          | 8,257 （72.24%）      |

## 外部連結
- 秀茂坪安達臣有矛盾？ 延長巴士線引團隊自己打自己（页面存档备份，存于）